# Лопес Пумарехо, Альфонсо
Альфонсо Лопес Пумарехо (исп. Alfonso López Pumarejo; 31 января 1886, Онда, Толима, Колумбия — 20 ноября 1959, Лондон, Великобритания) — президент Колумбии в 1934—1938 и 1942—1945 годах. Представитель левого крыла Колумбийской либеральной партии.

## Биография
Родился в семье крупного бизнесмена, учился в Великобритании (Лондонская школа экономики) и США. После возвращения в Колумбию работал в бизнесе и журналистике, а также был избран в ассамблею департамента Толима. В 30-е годы стал известен как сторонник радикальных реформ и социальной справедливости.
В период «либеральной гегемонии» в 1934 году был избран президентом. В выборах не участвовали представители консерваторов, однако свою кандидатуру выставил коммунист Эутикио Тимоте. Лопес со своей программой социальных реформ «Революция на марше» (Revolución en Marcha) получил 938 808 (99,64 %) голосов.
В 1936 году по его инициативе были внесены поправки в конституцию, закреплявшие социальные гарантии и оставлявшие за рабочими права на участие в управлении производством и на создание профсоюзов. Также в период его президентства была создана централизованная система социального обеспечения, а продолжительность рабочего дня была ограничена 8 часами. По «Закону 200» разрешалась экспроприация частной собственности в «общественных интересах». Церковь была отделена от государства, начальное школьное образование было сделано бесплатным. Были также увеличены налоги на доходы иностранных компаний. В 1935 году были установлены отношения с СССР.
Радикальные реформы снискали для президента поддержку в среде рабочих и крестьян, равно как и коммунистической партии, однако у умеренного крыла партии вызвали недовольство. Его и представлял сменивший Лопеса Пумарехо в 1938 году преемник Эдуардо Сантос Монтехо.
В 1942 году Лопес Пумарехо вновь был избран президентом, получив 673 169 (58,65 %) голосов против 474 637 (41,35 %) у либерала-самовыдвиженца Карлоса Аранго Велеса. В ноябре 1943 года Колумбия объявила войну Германии и её союзникам. В 1944 году был раскрыт заговор с целью свержения Лопеса. В 1945 году ушёл в отставку из-за осложнения политической обстановки. В 1946 году возглавил делегацию Колумбии в ООН. Умер в Лондоне, куда был направлен послом. Похоронен на Центральном кладбище Боготы.
Один из детей, Альфонсо Лопес Микельсен, был президентом Колумбии в 1974—1978 годах.